# Monte Cavallo di Pontebba
Monte Cavallo di Pontebba (niem. Rosskofel) – szczyt w Alpach Karnickich. Leży we Włoszech, w prowincji Udine, blisko granicy z Austrią (Karyntia). Najszybsza droga na szczyt prowadzi z doliny Winkel, na północ od masywu. Można tam dotrzeć drogą przez przełęcz Nassfeld/Passo Pramolo. Po włoskiej stronie znajduje się schronisko. Można też wejść od północy, od strony austriackiej z ośrodka narciarskiego Nassfeld. Trzecią opcją jest wejście od południa z Val Pontebbana przez schronisko Caserute (1425 m).